# Cristi Conaway
Cristi Conaway est une actrice américaine née le 14 août 1964 à Lubbock au Texas aux États-Unis.

## Carrière
Conaway a déménagé de Dallas à Los Angeles, Californie, pour commencer sa carrière d'actrice, débutant comme mannequin pour des catalogues. Elle a fait ses débuts à la télévision en 1990 dans le téléfilm Children of the Bride et son premier rôle au cinéma en 1991 dans Doc Hollywood, dans un rôle secondaire. En 1992, Conaway a joué dans le film Batman Returns, incarnant la Princesse de Glace. Après Batman Returns, elle a enchaîné avec divers rôles dans des séries télé et des films, dont Tales from the Crypt. Elle a également incarné la "Maîtresse", Honey Parker, dans le remake de Attack of the 50 Ft. Woman en 1993. En 1997, elle a coécrit dans la série télé Timecop (basée sur le film de 1994), où elle interprétait Claire Hemmings,.
En 2002, Conaway a quitté sa carrière d'actrice pour devenir créatrice de mode. Elle a commencé avec des écharpes, puis a élargi sa ligne pour inclure des pulls et des robes en soie. En 2004, elle a ajouté une collection pour hommes.

## Filmographie
- 1990 : Les Enfants de la mariée (Children of the Bride) (TV) : Lydia
- 1991 : Doc Hollywood : Receptionist at Halberstrom Clinic
- 1992 : Le Triangle noir (Grass Roots) (TV) : Charlene Joiner
- 1992 : Batman, le défi (Batman Returns) : Ice Princess
- 1992 : Maris et Femmes (Husbands and Wives) : Shawn Grainger (call girl)
- 1993 : L'Attaque de la femme de 50 pieds (Attack of the 50 Ft. Woman) (TV) : Louise 'Honey' Parker
- 1994 : A Touch of Love (Nina Takes a Lover) : Friend
- 1995 : Les Contes de la crypte épisode (chair peinture) (TV) : Willa Sandleton
- 1996 : Intimate Betrayal (TV) : Shelley
- 1996 : Underworld : Julianne
- 1997 : My Brother's War (it) de James Brolin : Kelly Hall
- 1997 : La Course à l'otage (Any Place But Home) (TV) : Carrie Miller
- 1998 : The Advanced Guard (TV) : Charley, Alien
- 2000 : The Expendables (TV) : Nicoline
- 2001 : Super papa (Joe Somebody) : Abby Manheim